# Jablan (Słowenia)
Jablan – wieś w Słowenii, w gminie Mirna Peč. W 2018 roku liczyła 148 mieszkańców.